# Bitwa morska pod Mytilini
Bitwa morska pod Mytilini – starcie zbrojne, które miało miejsce 8 września 1690 podczas wojny wenecko-tureckiej, będącej częścią ogólnoeuropejskich zmagań w ramach wojny Turcji z Ligą Świętą.
Bitwa stoczona została w okolicach miasta Mytilini (lub Mitylene) na wyspie Lesbos na Morzu Egejskim. Starła się tu flota wenecka (12 okrętów, ok. 700 dział) dowodzona przez Daniele Dolphina z połączoną flotą Turcji, Trypolisu, Algierii i Tunezji (58 okrętów, w tym 9 żaglowców, 26 galer). Bitwa była nierozstrzygnięta.